# Escudo-eilandluiaard
De escudo-eilandluiaard (Bradypus pygmaeus) is een zoogdier uit de familie van de drievingerige luiaards (Bradypodidae). De wetenschappelijke naam van de soort werd voor het eerst geldig gepubliceerd door Anderson & Handley in 2001.

## Kenmerken
Deze luiaard heeft een slanke schedel en een gehoorgang die groot is voor de grootte van de schedel. Ze bereiken een gewicht van 2,5 tot 3,5 kg, met een gemiddelde van 2,9 kg. Ze worden 0,485 tot 0,530 m lang, met een gemiddelde van 0,5054 m.

## Verspreiding
Deze soort komt voor op het kleine eiland Isla Escudo de Veraguas, gelegen aan de kust van Panama, en leeft in mangroves en in het woud in het binnenland. Isla Escudo de Veraguas lag oorspronkelijk op het vasteland, maar scheurde zich ongeveer 9.000 jaar geleden af door de stijgende zeespiegel. De populatie onderscheidt zich van de andere luiaards door eilanddwerggroei.
Volgens een studie uit 2015 zouden er 500 à 1500 individuen van de soort zijn. Voorheen werd het aantal op minder dan 500 geschat, omdat tot dan gedacht werd dat hij alleen in de mangroves voorkwam. Op dat laatste aantal is zijn IUCN-status gebaseerd.